# Turnix indien
Turnix tanki
Espèce
Statut de conservation UICN

 LC  : Préoccupation mineure
Le Turnix indien (Turnix tanki) est une espèce d'oiseaux charadriiformes de la famille des Turnicidae.

## Description
Le turnix indien peut mesurer 15 cm de la tête à la queue.

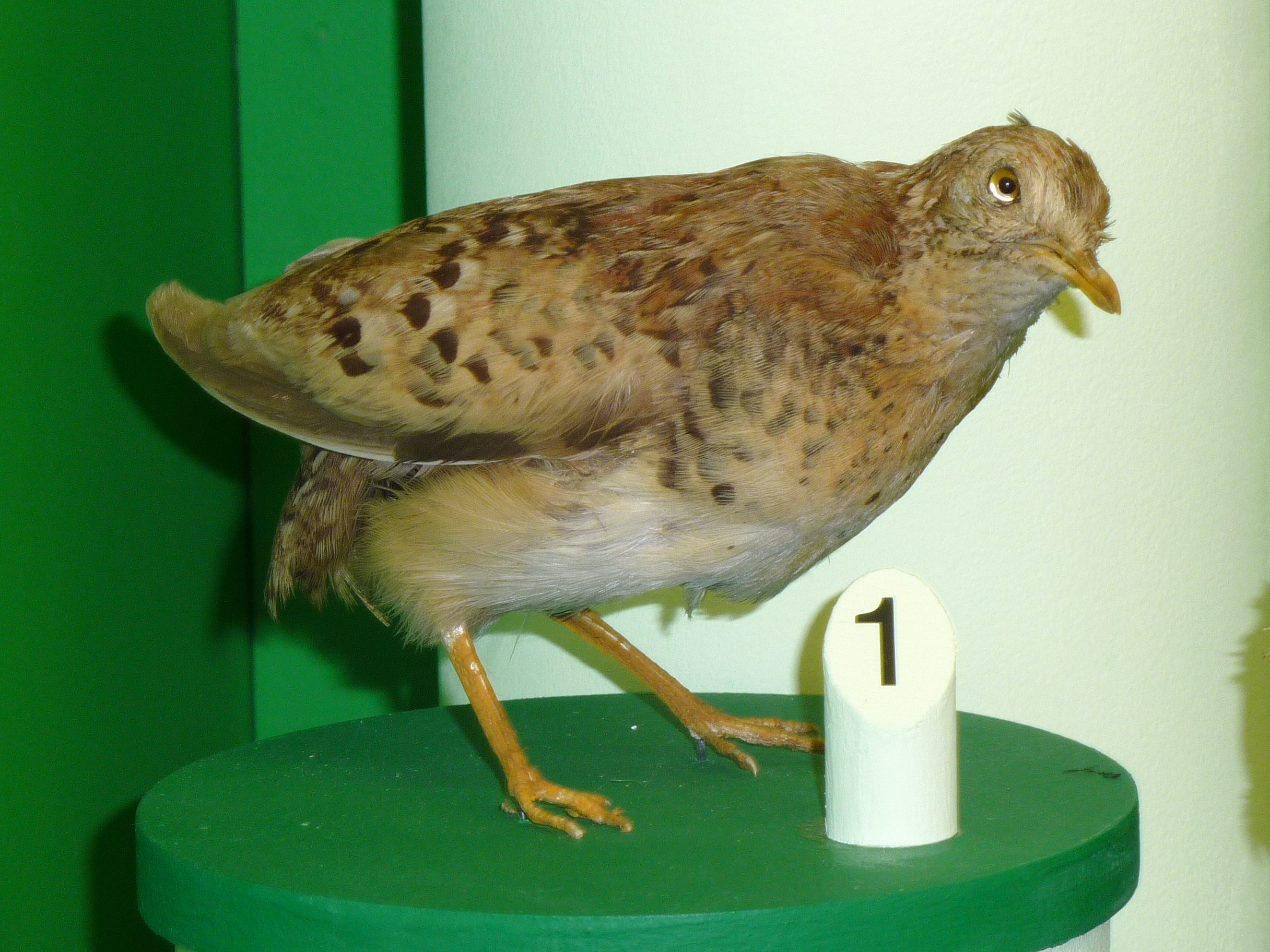
Turnix tanki, Muséum d'histoire naturelle de Genève, Suisse

Cet oiseau ressemble à une caille et la femelle est plus colorée que le mâle.

## Répartition et habitat
Le turnix indien vit en Asie du Sud, en Asie du Sud-Est et en Asie de l'Est.

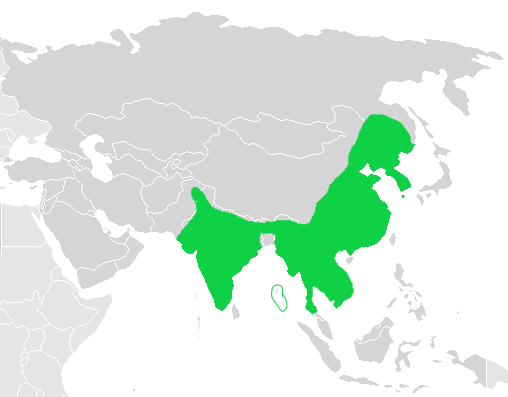
Aire de distribution du Turnix indien

Cet oiseau est présent dans les prairies.

## Sous-espèces
D'après la classification de référence (version 14.1, 2024) de l'Union internationale des ornithologues, le Turnix indien possède 2 sous-espèces (ordre philogénique) :
- Turnix tanki tanki Blyth, 1843 - Pakistan, Inde, Népal et îles Andaman-et-Nicobar ;
- Turnix tanki blandfordii Blyth, 1863 - Birmanie, Thaïlande, Laos, Vietnam, Cambodge, Chine et Corée.